# Jade Edmistone
Jade Edmistone, född den 6 februari 1982 i Brisbane, är en australisk simmare som tillhört världseliten i bröstsim i början av 2000-talet.
Edmistones genombrott kom vid kortbane-VM 2004 där hon blev silvermedaljör i både 50 och 100 meter bröstsim. Båda gångerna var det landsmannen Brooke Hanson som var först i mål. Ytterligare ett steg framåt i karriären tog hon vid VM 2005 på lång bana där hon blev guldmedaljör i 50 meter bröstsim och dessutom noterade ett nytt världsrekord i finalen med 30,45. Hon slog då Emma Igelströms två år gamla världsrekord.
Vid VM 2006 på kortbana blev det guld i 50 meter bröstsim och brons i den längre distansen 100 meter. Dessutom simmade hon bröstsimsträckan i det australiska lagkappslaget som vann guld i 4 x 100 meter medley. 
Edminstone deltog inte vid VM 2007 utan var tillbaka vid VM 2008 på kortbana där hon blev silvermedaljör i 100 meter bröstsim efter USA:s Jessica Hardy. Hardy slog även Edminstones världsrekord i 50 meter bröstsim under tävlingen.
Edminstone innehar för närvarande världsrekodet i 50 meter bröstsim på långbana som hon noterade 2006 i Melbourne.